# Guernica y Luno
Guernica y Luno (em castelhano) ou Gernika-Lumo (em basco, pronunciado em IPA [ger'nika]) é um município da Espanha na província da Biscaia, comunidade autónoma do País Basco, com 8,47 km² de área. Em 2021 tinha 17 093 habitantes (densidade: 2 018,1 hab./km²).
O município, capital da comarca de Busturialdea-Urdaibai surgiu no século XIX, em resultado da fusão da anteiglesia de Luno e da villa[a] de Guernica, esta última fundada em território anteriormente pertencentes a Luno. Apesar da fusão, ambas as entidades conservaram o seu estatuto jurídico tradicional anterior; regendo-se a anteiglesia pelo direito foral da Tierra Llana (em basco: Lur laua) e a villa o direito comum castelhano.

## Demografia
| Variação demográfica do município entre 1991 e 2004 | Variação demográfica do município entre 1991 e 2004 | Variação demográfica do município entre 1991 e 2004 | Variação demográfica do município entre 1991 e 2004 |
| --------------------------------------------------- | --------------------------------------------------- | --------------------------------------------------- | --------------------------------------------------- |
| 1991                                                | 1996                                                | 2001                                                | 2004                                                |
| 16 042                                              | 15 439                                              | 15 264                                              | 15 571                                              |

## Bombardeio de Guernica
Guernica foi bombardeada pelos nazistas em 26 de abril de 1937, durante a Guerra Civil Espanhola, o que inspirou Pablo Picasso na sua famosa obra "Guernica". Picasso pintou esse quadro para retratar o estado de Guernica após o bombardeio: restos de pessoas espalhados por todos os lugares. Diz-se que durante uma exposição um oficial nazista indagou a Picasso: «Foi você quem fez isso?», ao que ele respondeu: «Não, foram vocês que fizeram».

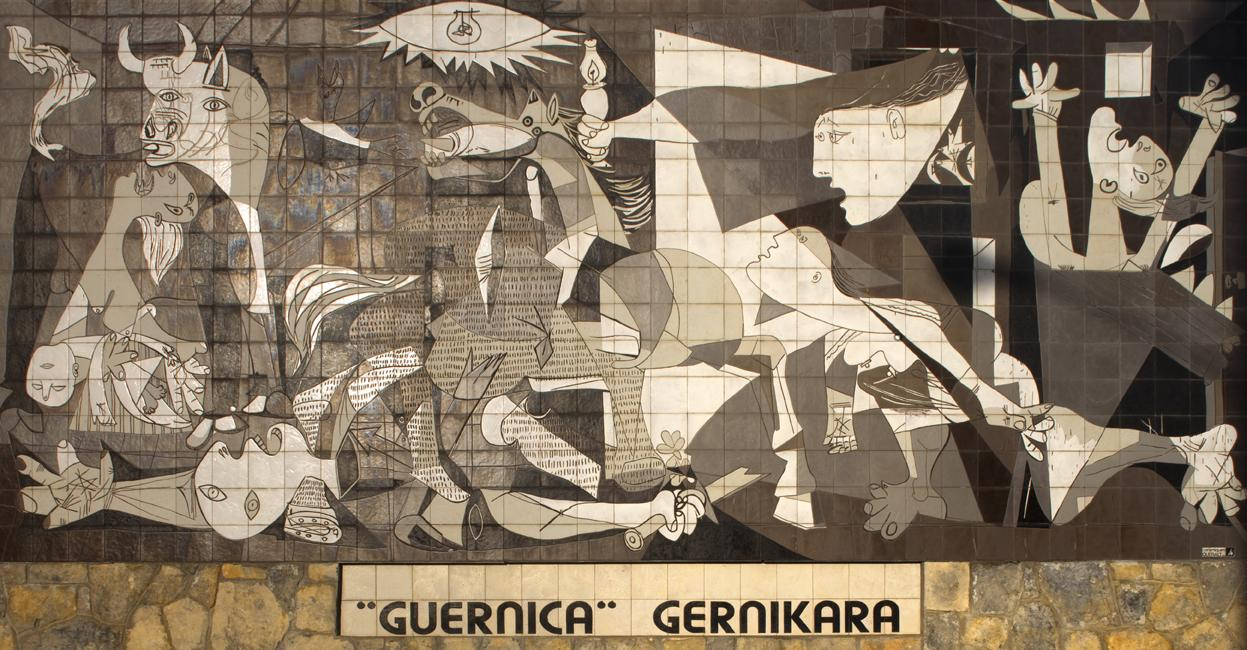
Reprodução do quadro Guernica num mural em Guernica y Luno

Após o fim da Guerra Civil, Picasso permitiu que a obra fosse emprestada ao Museu de Arte Moderna de Nova Iorque, com a condição de que voltasse à Espanha somente quando a ditadura Franquista caísse. Só em 1981, cerca de seis anos após a morte do ditador Francisco Franco (em 1975), a obra voltou ao território espanhol, e está atualmente exposta no Centro de Arte Rainha Sofia, em Madrid.
Em janeiro de 1973, o professor Jeffrey Hart publicou na "National Review" um estudo com o título "The Great Guernica Fraud" ("A Grande Fraude de Guernica") onde sustenta a tese de que bombardeio de Guernica não ocorreu. O artigo foi reimpresso nos jornais "Die Welt" e "Il Tempo". No último teve o título: "Revelações sensacionais destroem um Mito". A tese sustentada nesse artigo foi ela também desmistificada e é hoje uma mera curiosidade a respeito do tema.
O ataque está amplamente documentado, em específico pelo próprio comandante da "Legião Condor", a força de bombardeiros da Luftwaffe responsável pelo ataque. A entrada do diário de guerra de Wolfram von Richthofen em 26 de abril de 1937 afirma: "K / 88 [a força de bombardeiros da Legião Condor] foi direcionada para Guernica a fim de deter e interromper a retirada Vermelha que tem que passar por aqui." De acordo com o conceito alemão de bombardeio tático, as áreas que eram rotas de transporte e movimento de tropas eram consideradas alvos militares legítimos. No dia seguinte, Richthofen escreveu em seu diário de guerra, "Guernica queimando".